# Манное
Манное (укр. Манне) — село в Вознесенском районе Николаевской области Украины.
Основано в 1890 году. Население по переписи 2001 года составляло 396 человек. Почтовый индекс — 56560. Телефонный код — 5134. Занимает площадь 0,623 км².

## Местный совет
56560, Николаевская обл., Вознесенский р-н, с. Новосёлка, ул. Центральная, 12